# 灵鹅王氏纯节坊
灵鹅王氏纯节坊，位于中华人民共和国浙江省绍兴市嵊州市金庭镇，是浙江省省级文物保护单位之一。
2017年1月19日，灵鹅王氏纯节坊被列入第七批浙江省文物保护单位，该文物保护单位是一座古建筑。